# Rigaza
 Rigaza è un comune del Ciad situato nel dipartimento di Mayo-Boneye, provincia di Mayo-Kebbi Est.